# Wikipedia in georgiano
La Wikipedia in georgiano (georgiano: ქართული ვიკიპედია), spesso abbreviata in ka.wiki, è l'edizione in lingua georgiana dell'enciclopedia online Wikipedia.

## Storia
È stata aperta a novembre 2004.

## Statistiche
La Wikipedia in georgiano ha 181 080 voci, 498 745 pagine, 168 033 utenti registrati di cui 279 attivi, 6 amministratori e una "profondità" (depth) di 29.39 (al 6 aprile 2025).
È la 57ª Wikipedia per numero di voci ma, come profondità, è la 44ª fra quelle con più di 100.000 voci (al 6 aprile 2025).

## Cronologia
- 11 agosto 2006 — supera le 10.000 voci
- 7 luglio 2011 — supera le 50.000 voci ed è la 52ª Wikipedia per numero di voci
- 12 ottobre 2015 — supera le 100.000 voci ed è la 54ª Wikipedia per numero di voci
- 8 marzo 2020 — supera le 150.000 voci ed è la 56ª Wikipedia per numero di voci